# Zachaenus parvulus
Espèce
Synonymes
- Cystignathus parvulus Girard, 1853
- Oocormus microps Boulenger, 1905
- Ceratophrys fusciventris Lutz, 1926

Statut de conservation UICN

 LC  : Préoccupation mineure
Zachaenus parvulus est une espèce d'amphibiens de la famille des Cycloramphidae.

## Répartition et habitat
Cette espèce est endémique du Sud-Est au Brésil. Elle se rencontre à Rio de Janeiro, à Teresópolis, à Silva Jardim, à Rio das Ostras, à Mangaratiba, à Nova Iguaçu et dans l'Ilha Grande à Angra dos Reis dans l'État de Rio de Janeiro, à Ubatuba dans l'État de São Paulo et dans la Serra da Torres dans l'État d'Espíritu Santo jusqu'à 1 100 m d'altitude dans la Serra do Mar,.
Cette espèce est terrestre vivant sur la litière de feuille de la forêt tropicale humide. 

## Publication originale
- Girard, 1853 : Descriptions of new species of reptiles, collected by the U.S. Exploring Expedition under the command of Capt. Charles Wilkes, U.S.N. Second part — Including the species of Batrachians, exotic to North America. Proceedings of the Academy of Natural Sciences of Philadelphia, vol. 6, p. 420-424 (texte intégral).